# Kruzonov sindrom
Kruzonov sindrom jedna je od urođenih (kongenitalnih) malformacija i autozomno dominantni genetski poremećaj poznat i kao sindrom brahijalnih lukova. Sindrom pogađa prvi brahijalni (ili faringalni) luk, koji je prethodnik u razvoju gornje (maksile) i donje (mandibula) vilice. Budući da su brahijalni lukovi važni za razvojna obeležja u rastućem embrionu, poremećaji u njihovom razvoju stvaraju trajne i razvojne poremećaje lobanje (kranijuma).
Ovaj sindrom je uzrokovan mutacijom receptora faktora rasta fibroblasta 2 (FGFR2), koji se nalazi na hromozomu 10. Lobanja i kosti lica se tokom razvoja rano spajaju ili se ne mogu proširiti. Dakle, ne može se odvijati normalan rast kostiju lobanje, zbog prevremenim zatvaranjem šavova (sutura) što dovodi do razvoja nenormalnog obrlika lobanje tokom njenog rasta.

## Istorija i naziv
Kruzonov sindrom je prvi puta opisan 1912. godine kao jedna od kraniofacijalnih dizostoza (kraniofacijalna — se odnosi na lobanju i lice, a disostoza — se odnosi na malformaciju kostiju), uzrokovana preranim sraštavanjem dva ili više šava (sutura) lobanje.
Kako je sindrom prvi opisao francuski lekar Oktav Kruzon (Octave Crouzon),  medicinski eponim (фр. Syndrome de Crouzon) je po njemu i dobio ime.

## Epidemiologija
Bolest je najčešća faciokraniosinostoza sa incidencijom od 1:25.000 živorođene dece koja se odlikuje anomalijama kranijuma (brahicefalija, skafocefalija, trigonocefalija, trifilocefalija) koje su uvek udružene sa anomalijama lica.
Zapažena je povećana prosečna starost očeva pri začeću.
Epileptički ataci javljaju se u 12% slučajeva, a kognitivni deficit u 3% slučajeva.

## Etiolopatogeneza
Kruzonov sindrom se najčešće se javlja kao autozomno dominantno nasledna bolest, uzrokovan mutacijom receptora faktora rasta fibroblasta (FGFR), FGFR2 i FGFR3, koji se nalazi na hromozomu 10, sa potpunom penetrantnosti i varijabilnom ekspresijom, iako jedna trećina bolesti nastaje de-novo. Ova dva transmembranska proteina su dva od četiri receptora faktora rasta fibroblasta koji su uključeni u diferencijaciju osteoblasta tokom embrionalnog razvoja; mutacije među tim receptorima uključene su u nekoliko genetskih poremećaja. Postoji 40 poznatih mutacija, od kojih je većina izazvana mutacijom zablude. FGFR2 je najčešće mutirani gen,  na cisteinu 342 u eksonu 9, što stvara pojedine funkcije. Izoforma FGFR2IIlc, nastaje alternativnim spajanjem egzona 3 gena FGFR2, koristeći ekson 9 i mezenhimske matične ćelije za kontrolu okoštavanja. Međutim, mutacija konstitutivno aktivira transmembranski protein preko disulfidne veze koja je nepravilno formirana usled gubitka cisteina 342. FGFR3 se više izražava u prednjim kostima tokom embrionalnog razvoja, koji je vodeći u razvoj kranijalnih kostiju. Takođe utacija gena izaziva konstitutivnu aktivaciju tirozina u aktivacijskoj petlji, koja se nalazi u citosolnoj regiji proteina, što dovodi do ubrzane diferencijacije frontalnih osteoblasta, i rezultuje preuranjenim spajanjem čeonih kranijalnih kostiju.
Iako su anomalije kranijuma najčešće posledica prematurne bikoronalne fuzije, mogu se srasti i sagitalna, metopična ili sve suture kranijuma (pansinostoza). 
Anomalije lica su posledica nerazvijenosti srednjeg masiva lica koja dovodi do retruzije lica, egzorbitizma (plitke orbite i proptoza), hipoplazije maksile i skraćenja nosa.
Ovo oboljenje se karakteriše veoma varijabilnom ekspresijom (postoje i pacijenti klinički normalnog izgleda) i tipičnim odsustvom ekstrakranijalnih anomalija. Nasleđuje se autozomno dominantno u 75% slučajeva, dok ostatak čine spontane mutacije.
Najčešće se prematurna fuzija kranijalnih sutura dešava oko prve godine života, a tek kasnije se ispoljavaju retruzija srednjeg segmenta lica i egzorbitizam, tako da je dijagnoza bolesti teška neposredno po rođenju i tokom prve godine života.
Geni i genetske varijante u Kruzonovom sindromu
| Tip kraniosinostoze              | Gen    | Lokus | Mutacija |
| -------------------------------- | ------ | ----- | -------- |
| Kruzonov sindrom Apertov sindrom | FGFR-2 | 10q26 |          |

Moguće abnormalnosti u razvoju mozga
Kod bolesnika sa Kruzonov sindrom sindromom mogu sa javitirazličite abnormalnosti mozga, koje uključuju:
- neprogresivne ventrikulomegalije,
- agenezu korpusa kalozuma,
- agenezu septuma peluciduma.

## Klinička slika
Kliničkom slikom dominira:
- hipertelorizam sa proptozom,[26]
- promenljivi stepen hipoplazije maksile,
- nos sličan kljunu papagaja,
- kratka gornja usna, nepce oblika latiničnog slova „V”,
- fuzija cervikalnih pršljenova,
- malokluzija i
- fuzija kranijalnih i facijalnih sutura.[27][28]

Ekspiratorna opstrukcija i okluzija venskih struktura vrata vode do respiratornih problema (disanje na usta),  poremećaj spavanja,  dok posledična abnormalna aktivnost pomoćne disajne muskulature dovodi do porasta intrakranijalnog pritiska.
Veoma su česte i malformacije ušnog kanala koje rezultuju oštećenjem sluha (konduktivna gluvoća).
Postoji i forma Kruzonovog sindroma koji je praćena crnom akantozom (lat. Acanthosis nigricans) koja nastaje usled specifične mutacije FGFR-3 gena.

## Dijagnoza
Dijagnostički na bolest se može posumnjati nakon inspekcija kojom se uočava plitke orbite i okularnu proptozu uz kraniofacijalnu dizostozu.
Od dopunskih analiza vrši se:
- rendgenografija lobanje, kičme i šaka — na kojoj se postoje obliterisane suture, smanjeni su sinusi, velika su utisnuća moždanih vijuga na kostima lobanje.
- skener (kompjuterizovana tomografija) i NMR (nuklearna magnetna rezonanca).[36][37] Pored toga, MRI pregled omogućava istovremeno sagledavanje udruženih anomalija mozga, unutrašnjih organa i udova.

Za konačno postavljanje dijagnoze savetuju se i konsultativni pregledi: 
- oftalmologa — zbog čestih promena na očnom nervu i slabljenja vida,
- otorinolaringologa  — zbog anomalija na srednjem uvu i gubitka sluha,
- neurologa — uz primarnu elektroencefalografiju – EEG,
- genetičara — genetsko testiranje.

## Terapija
Kako za Kruzonov sindrom ne postoji specifičan lek, lečenje je usmereno na lečenje simptoma, i korigovanje deformiteta kostiju. Zbog brojnosti simproma u ovom sindromu neophodan je multiterašiijski pristu od strane neurohirurga, plastično-rekonstruktivnog hirurga, maksilofacijalnog hirurga i stomatologa.
Hirurško lečenje
Hirurško lečenje podrazumeva neurohiruršku intervenciju koja se vrši iz više pokušaja, naročito ukoliko postoji atrofija optičkog nerva zbog povećanog pritiska i opasnosti od gubitka vida). Takodje, ovom intervencijom se omogućava normalan rast moždanog tkiva i smanjivanje učestalosti epileptiformnih napada., mentalne retardacije i slepila.

## Prognoza
Nakon hirurških intervencija kojih je uvek, po pravilu, veći broj, dobija se fiziološkiji oblik lica i lobanje, a životni vek bolesnika se dovodi u normalu.

## Literatura
- E. Apert (1906). „De l'acrocéphalosyndactylie”. Bulletin des Membres de la Société des Médecins des Hôpitaux de Paris. 23: 1310.
- L. E. O. Crouzon: Dysostose cranio-faciale héréditaire. Bulletins et mémoires de la Société des Médecins des Hôpitaux de Paris, 1912, 3 sér. 33  545–555.
- „Dysostose cranio-faciale héréditaire”. Presse médicale. 20: 737—739. 1912.
- A. Vogt (1933). „Dyskephalie (Dysostosis craniofacialis, Maladie de Crouzon 1912) und eine neuartige Kombination dieser Krankheit mit Syndaktylie der 4 Extremitäten (Dyskephalodaktylie).”. Klinische Monatsblätter für Augenheilkunde. 90: 441—454.
- V. A. McKusick (1978). Mendelian Inheritance in Man: Catalogs of Autosomal Dominant, Autosomal Recessive and X-Linked Phenotypes. (5th изд.). Baltimore: The Johns Hopkins University Press. стр. 7.
- J. W. Spranger, L. O. Langer, H. R. Wiedemann: Bone dysplasias. Philadelphia, Saunders, 1974, page 261.

## Dodatna literatura
- Adam, M. P.; Mirzaa, G. M.; Pagon, R. A.; Wallace, S. E.; Bean LJH; Gripp, K. W.; Amemiya, A.; Wenger, T.; Miller, D.; Evans, K. (1993). „FGFR Craniosynostosis Syndromes Overview”. GeneReviews/NIH/NCBI/UW entry on FGFR-Related Craniosynostosis Syndromes. University of Washington, Seattle. PMID 20301628.. (језик: енглески)

## Spoljašnje veze
- Crouzon syndrome on Genetics Home Reference from U.S. National Library of Medicine & National Institutes of Health (језик: енглески)

|  | Molimo Vas, obratite pažnju na važno upozorenje u vezi sa temama iz oblasti medicine (zdravlja). |

Категорија:Болест названа по ономе ко ју је описао